# دانشگاه پان‌اروپایی
دانشگاه پان‌اروپایی (به لاتین: Pan-European University) یک دانشگاه در اسلواکی است که در براتیسلاوا واقع شده‌است.